# Canivet
Pour les articles homonymes, voir Canivet.

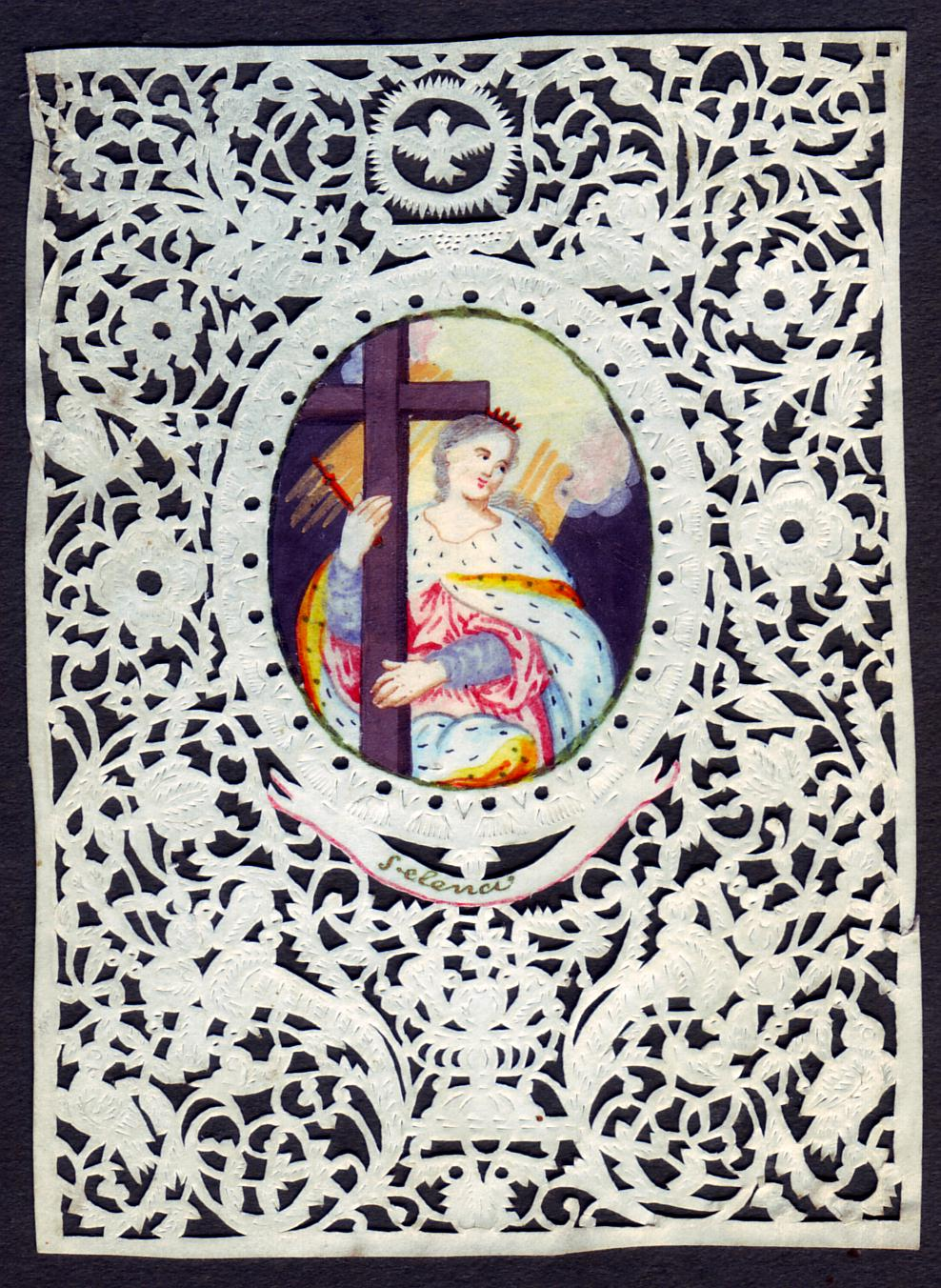
Canivet français représentant sainte Hélène.

Le canivet  est un genre particulier d'image pieuse ou image sainte (santini en italien) de l'iconographie chrétienne. Les bords et parfois l'ensemble de l'image sont traités (ajourés) pour imiter la dentelle. Le plus souvent, les motifs ciselés entourent une miniature peinte à l'huile, à la gouache ou aquarellée, représentant un saint, une sainte, ou illustrant une scène biblique. Ce type d'image, que l'on gardait dans les missels comme soutien dévotionnel, est en vogue aux XVIIe et XVIIIe siècles. À partir du milieu du XIXe siècle, on va trouver en grand nombre des images imitant les vrais canivets : les « images dentelles » qui sont réalisées semi industriellement (estampage à la main de gravures taille douce sur  une empreinte réalisant les reliefs et les découpures imitant la dentelle). Ces dernières images sont abusivement dénommées « canivets » par de très nombreux amateurs ou professionnels. Certains les qualifient de « canivets mécaniques », ce qui est mieux mais encore inexact.    

## Vocabulaire
Le « canivet » désigne également l'outil (lame ou point fine) qui permet le découpage.
Ce mot est à l'origine de « canivetie » – l'activité consistant à collectionner des images pieuses – et de « canivettiste » – collectionneur spécialisé dans ce domaine.

## Iconographie
Les motifs sont :
- des arabesques,
- des rinceaux,
- des motifs florauxCanivet de la zone allemande, XVIIIe siècle, représentant sainte Anne.

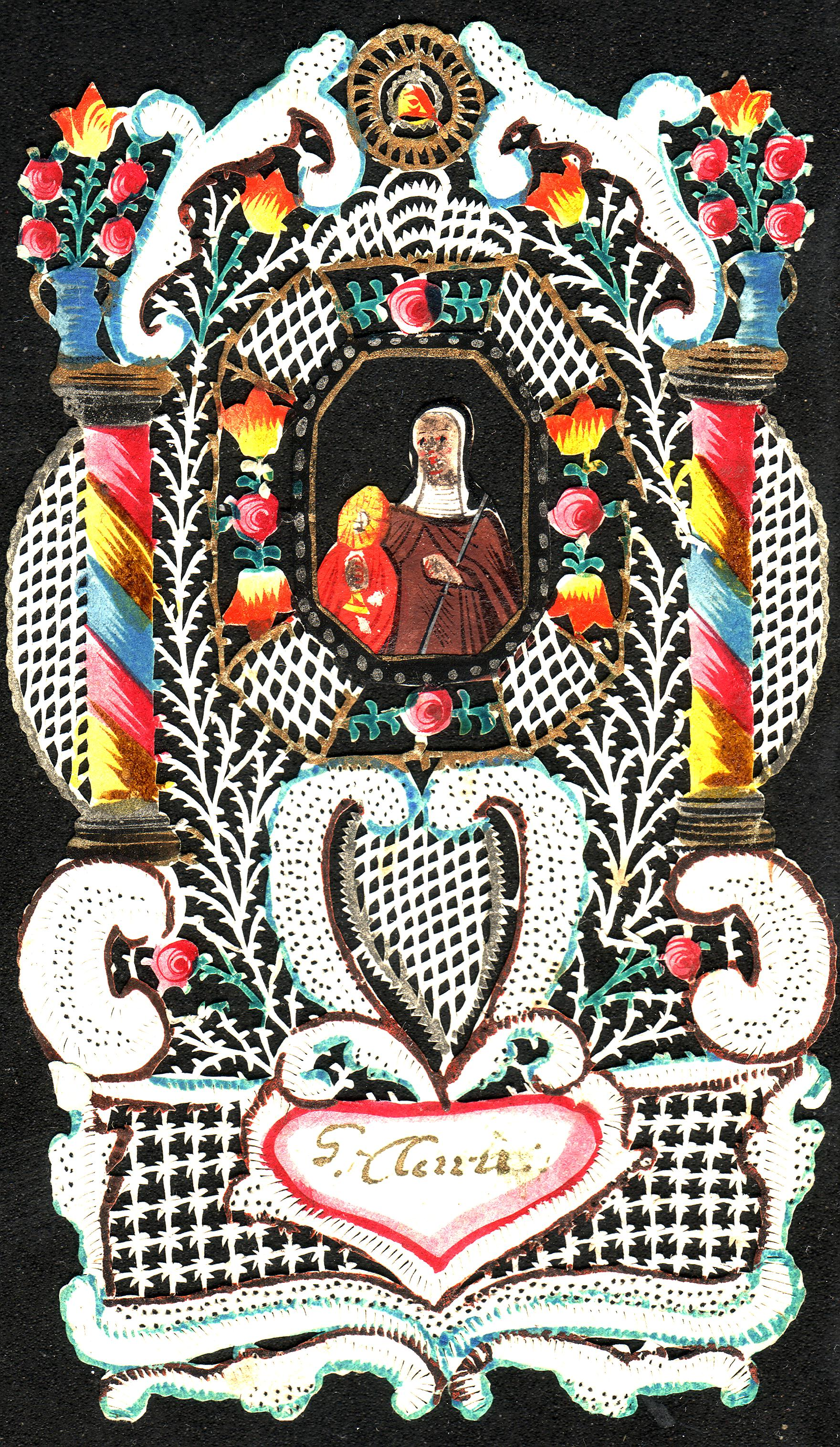
Canivet de la zone allemande, XVIIIe siècle, représentant sainte Anne.

- des imitations de points de dentelle,
- rangées de perforation faites par une aiguille ou d’un petit clou
- des motifs religieux (croix, ciboire, cœur du christ…)
- très rarement motifs profanes tels que coupes fleuries, vues de chasse, scènes galantes, portraits.

On doit clairement distinguer les canivets français des canivets de la zone allemande (Bavière, Suisse, Flandre…). Les premiers sont d’une finesse extrême, ils se caractérisent par une utilisation des découpures pour dessiner des fleurs, des feuilles à la manière des dentelles de tissu. Les découpures contribuent même par leur disposition à donner du relief à la réalisation. Les seconds sont plus frustes et sont caractérisés par des découpures beaucoup plus géométriques, le plus souvent en forme de résilles, de filaments dentelés et de dessins colorés de fleurs.

## Histoire
Le découpage et la broderie sont deux traditions anciennes dans de nombreux pays, et notamment en Europe. 
Le canivet est un découpage produisant un effet de dentelle. Il serait devenu populaire au XVIIe siècle, mais ses racines semblent bien plus anciennes, à rechercher dans le travail de nonnes françaises du XIIIe siècle. Les canivets les plus anciens seraient plutôt grands (jusqu'à 40 x 30 cm) et n'étaient pas destinés à être transportés, alors que ceux du XVIIIe siècle sont généralement plus petits.. 
À l'origine, le canivet est une image pieuse peinte sur du parchemin finement ajouré au moyen d'un canif très aiguisé (d'où le nom de canivet, mot dérivant du canipulum médiéval, petit couteau utilisé par les enlumineurs et copistes pour tailler leur plume d'oie et parfois utilisé pour décorer certaines pages de motifs incisés dans le parchemin).

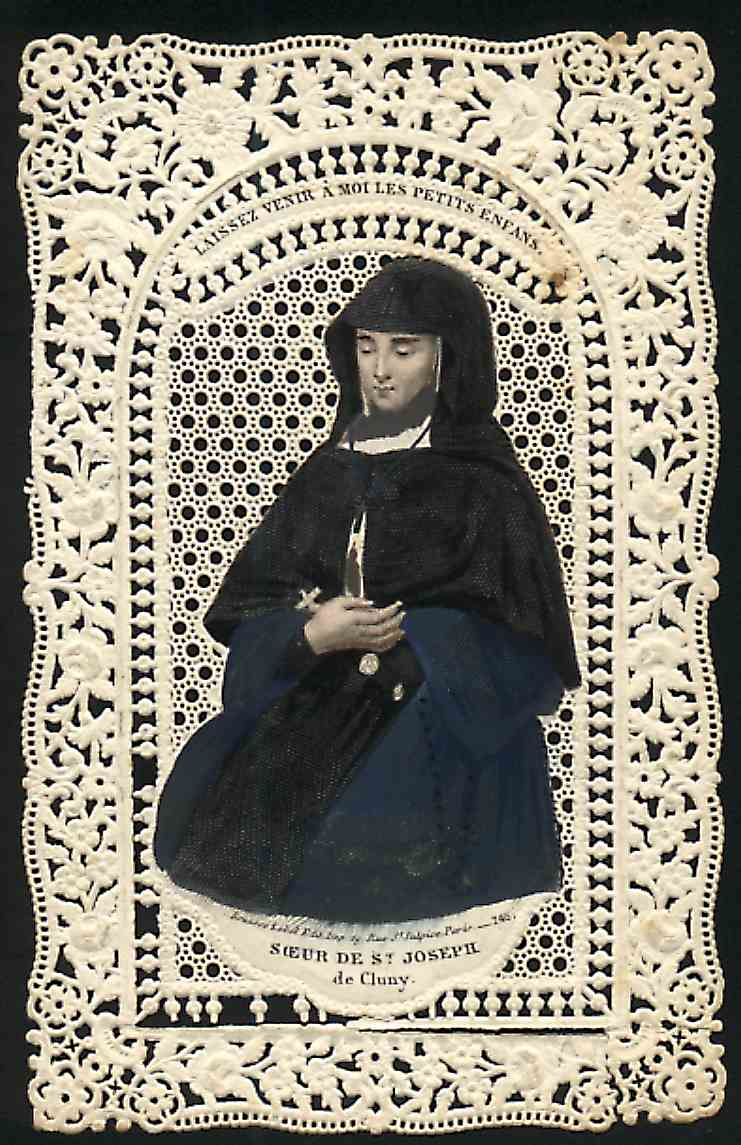
Image dentelle éditée en 1854, éditeur Bouasse-Lebel, représentant la bienheureuse Anne-Marie Javouhey.

Des images religieuses ont ensuite été produites  sur papier (papier vergé puis vélin), surtout dans les monastères de femmes. Les canivets sont en  effet « un travail de cloître » réalisés par des ordres religieux dans des cloîtres  ou des « femmes pieuses » dans des lieux appelés « béguinages ». Ils étaient souvent offerts en remerciement aux donateurs.
Bien qu'il existe des exemplaires signés, la plupart des religieuses expertes en gravure sur papier sont restées anonymes contribuant à conserver un halo de « mystère mystique » autour de leur œuvre. Le nom de Susanna Mayer de Augusta (1600-1674) est resté, fille de peintre et mère d'un autre peintre. Elle serait l'une de premières et plus expertes graveuses de parchemin de son temps. 
Par la suite les découpages en dentelles se firent donc mécaniquement, notamment grâce à une technique de gaufrage avec perforation développée par la plupart des grands éditeurs français, au premier rang desquels la maison Bouasse-Lebel au XIXe siècle, héritier de la maison Basset, Ch. Letaille, Villemur, Dopter, Turgis et  de très nombreux autres, français principalement, mais aussi  bavarois, suisses et pragois.

## Voir aussi

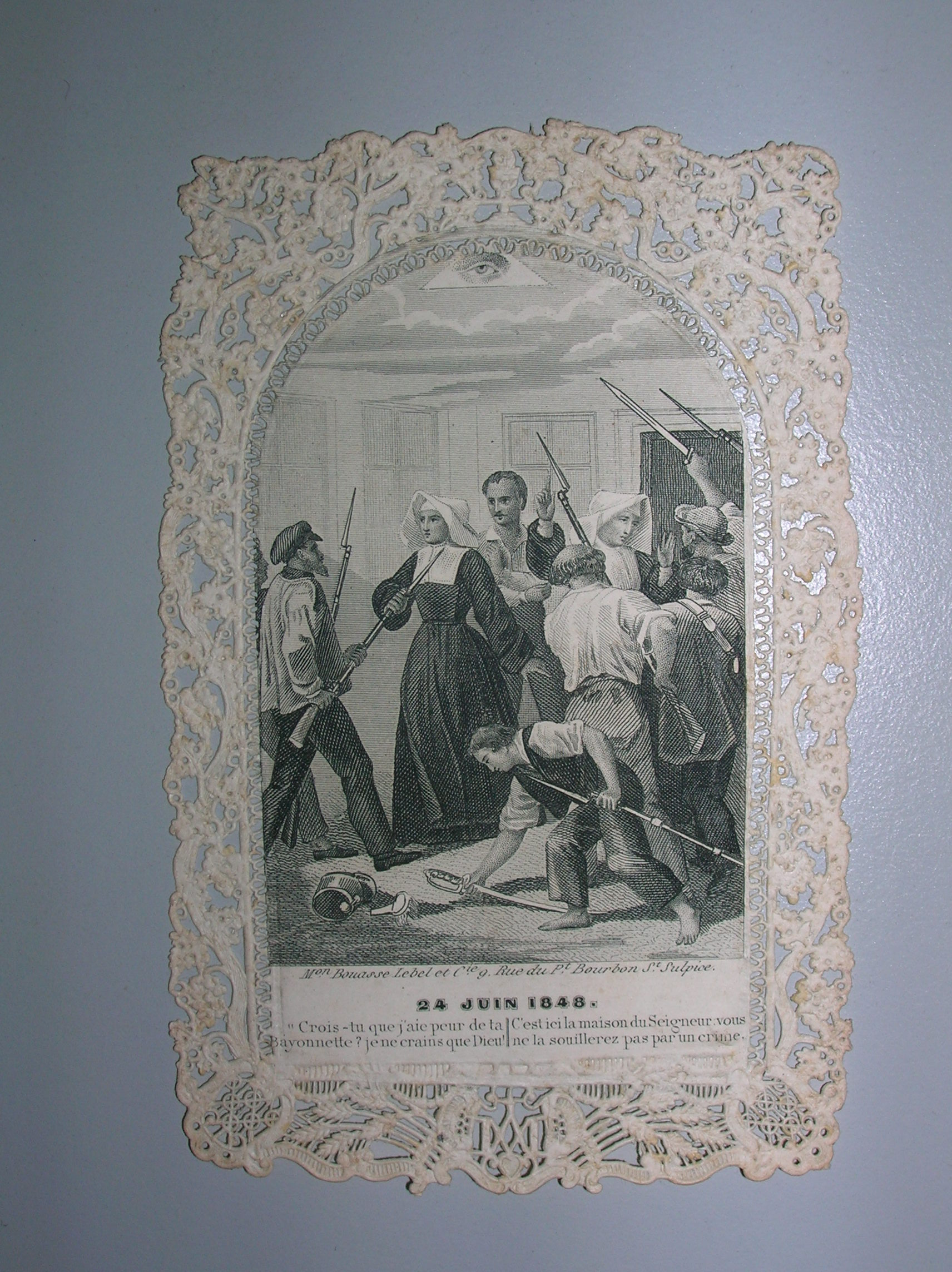
Image dentelle, vers 1850, illustrée et estampée par de la Maison Bouasse-Lebel & Cie ; La scène représente des sœurs de Saint Vincent de Paul sauvant un officier de la garde mobile au faubourg Saint-Marceau. Pièce conservée à la Bibliothèque dominicaine du Saulchoir à Paris.

### Expositions
À signaler une très belle collection à l’abbaye Saint-Guénolé de Landévennec (Finistère) : Dévotes dentelles.